# Lijnsnuituil
De Lijnsnuituil (Herminia tarsipennalis, ook wel geplaatst in het geslacht Zanclognatha) is een nachtvlinder uit de familie spinneruilen (Erebidae). De voorvleugellengte bedraagt tussen de 13 en 16 millimeter. De soort komt voor in heel Europa. Hij overwintert als rups. Het biotoop van deze vlinder is struweel, loofbos en tuinen.

## Waardplanten
De lijnsnuituil heeft als waardplanten vooral beuk, eik en braam in de vorm van afgevallen blad.

## Voorkomen in Nederland en België
De lijnsnuituil is in Nederland en België een vrij algemene soort, die verspreid over het hele gebied kan worden gezien. De vlinder kent twee generaties die vliegen van halverwege mei tot halverwege oktober.